# شرح شوق
کتاب شرح شوق با عنوان فرعی شرح و تحلیل اشعار حافظ اثر سعید حمیدیان است که به نقد و تحلیل اشعار حافظ می‌پردازد.

## ساختار و درون‌مایهٔ کتاب
در پیشگفتار کتاب آمده است:
این دفتر به‌هیچ روی از شمار شروح گذشته یا شروح کمابیش سنتی نیست، از چند لحاظ:
- شرح لغوی و دستوری نیست، اگرچه از حیث امور لغوی، دستوری یا زبانی نیز شاید آن را کمابیش دقیق‌تر از این سنخ شروح بیابید.
- شرحی بر پایهٔ ساده‌سازی معنایی نیست چون نگارنده‌اش اعتقادی به این کار ندارد، بلکه با تجزیه و تحلیل دقیق عناصر هر شعر، اعم از کل شعر و یکایک ابیات و آحاد آن سروکار دارد.
- این دفتر شرحی است بر پایهٔ تجزیه و تحلیل ساختار هر شعر و بررسی پیوندهای اجزای شعر، از ساختار معنایی و مضمونی ابیات گرفته تا عناصر بیانی همچون تشبیهات، استعارات، نمادها و به طور کلی تصاویر و بن‌مایه‌ها (موتیف‌ها) و نیز صنایع، زبان و غیره.
- شرح حاضر را می‌توان شرح و تفسیر شعر حافظ با شعر پارسی دانست، در درجهٔ اول با اشعار خود او و آنگاه کلیهٔ متون مهم پهنهٔ سخن پارسی.
- تفاوت مهمی که قطعاً گفتنی است، در مورد متن مبناست. هر یک از شروح و تفاسیر معمولاً با اتکا و اعتماد به یک متن و طبع خاص از دیوان حافظ تدوین یافته؛ اما در این شرح نگارنده هر موردی که طبع خانلری را در شرح، توضیح و تحلیل وافی به‌مقصود نیافته‌است، از طبع علامه قزوینی استفاده کرده و هر دو را مبنا قرار داده‌است.[۳]

## وضعیت انتشار
این کتاب در پنج‌جلد که بیش از چهارهزار صفحه دارد، توسط نشر قطره در سال ۱۳۹۱ منتشر شده‌است.

## جوایز
کتاب «شرح شوق» در بخش ادبیات در بیست‌وپنجمین دورهٔ جایزهٔ کتاب فصل برگزیده شده‌است؛
و همچنین برگزیدهٔ سی‌ودومین جایزهٔ کتاب سال جمهوری اسلامی ایران در بخش ادبیات شده‌است.